# Фудзивара, Масакадзу
Масакадзу Фудзивара (род. 6 марта 1981 года, Окаваси) — японский легкоатлет, который специализируется в марафоне. Победитель Универсиады 2001 года в полумарафоне. На чемпионате мира по кроссу 2000 года занял 14-е место в забеге юниоров. В 2000 году установил рекорд Азии среди юниоров на дистанции 10 000 метров — 28.17,38. В 2004 году на полумарафоне в Хакодате установил личный рекорд — 1:02.23. В 2007 году занял 4-е место на чемпионате Азии по кроссу.
На чемпионате мира 2013 года в Москве занял 14-е место.

## Достижения
- 2003:  Марафон озера Бива — 2:08.12
- 2010:  Токийский марафон — 2:12.19